# Чебет, Беатрис
Беатрис Чебет (англ. Beatrice Chebet; род. 5 марта 2000, Керичо, Рифт-Валли) — кенийская легкоатлетка, которая специализируется в беге на 5000 и 10000 метров. Двукратная олимпийская чемпионка 2024 года на дистанциях 5000 и 10 000 метров, призёр чемпионатов мира 2022 и 2023 годов. Чемпионка Африки 2022 года и победительница Игр Содружества 2022 года.

## Общая информация
В июне 2018 года, в возрасте 18 лет, Чебет выиграла забег на национальной турнире на дистанции 5000 метров среди спортсменов до 20 лет. Месяц спустя, в Тампере, она стала первой кенийкой завоевавшей титул чемпионки мира по легкой атлетике среди спортсменов до 20 лет.
На чемпионате мира по кроссу 2019 года Чебет получила золотую медаль. Также в 2019 году она выиграла национальный чемпионат Кении по кроссу среди спортсменов до 20 лет.
В 2022 году она смогла ворваться в элиту лёгкой атлетики. В июле на чемпионате мира в Юджине она завоевала серебряную медаль в беге на 5000 м с результатом 14:46.75. На чемпионате Африки в Маврикие она стала чемпионкой, а в Бирмингеме на Играх Содружества завоевала золотую медаль на дистанции 5000 метров.
26 августа 2023 года выиграла бронзовую медаль на дистанции 5000 метров на чемпионате мира в Будапеште с результатом 14:54.33.
17 сентября 2023 года на финале Бриллиантовой лиги в Орегоне показала третий результат в истории бега на 5000 метров (14:05.92). В том забеге новый мировой рекорд установила Гудаф Цегай (14:00.21).
5 августа 2024 года на Олимпийских играх в Париже выиграла золото на дистанции 5000 метров с результатом 14:28.56. 9 августа выиграла золото на дистанции 10 000 метров с результатом 30:43.25, опередив итальянку Надю Баттоклетти на 0,10 сек.
6 июля 2025 года на этапе Бриллиантовой лиги в Юджине установила мировой рекорд и стала первой женщиной в мире, преодолевшей дистанцию 5 км быстрее 14 минут — 13:58.08.